# Theo Ratliff
Theo Ratliff (ur. 17 kwietnia 1973 w Demopolis, Alabama) – amerykański koszykarz grający na pozycji silnego skrzydłowego lub środkowego, kilkukrotny lider NBA w blokach.
Ukończył liceum Demopolis High, po czym wyjechał na studia do Wyoming. Spędził tam cztery lata. W 1993 został najlepszym blokującym zawodnikiem ligi akademickiej NCAA, ze średnią 4,43 bloku na mecz. Będąc na ostatnim roku studiów notował 14,4 punktu, 7,5 zbiórki oraz 5,14 bloku w każdym z 28 rozegranych spotkań. Pod względem średniej zablokowanych rzutów zajął drugie miejsce w całej NCAA. Zakończył karierę akademicką z łączną liczbą 425 bloków, co zapewniło mu pod tym względem 10 pozycję na liście najlepiej blokujących zawodników w historii ligi. Uzyskał również kilka nagród i wyróżnień.
Po ukończeniu college'u przystąpił do draftu NBA. Został w nim wybrany z numerem 18 przez zespół Detroit Pistons, który otrzymał prawa do wyboru zawodnika od Portland Trail Blazers. W swoim debiutanckim sezonie pojawił się na parkiecie 75 razy, z czego dwa razy jako starter. Uzyskiwał 4,5 punktu, 4,0 zbiórki oraz 1,55 bloku. W ostatniej z wymienionych kategorii został liderem zespołu, zajmując przy tym 19 miejsce w całej lidze. W play-off zaliczył czterominutowy epizod. Jako drugoroczniak po raz kolejny przewodził Pistons pod względem bloków (1,46), plasując się na tym samym, co w ubiegłym roku miejscu w NBA. Średnia zdobywanych punktów wzrosła do 5,8. Strzelecki rekord kariery ustanowił w rozegranym 16 kwietnia spotkaniu z Milwaukee Bucks, w którym to zanotował 25 "oczek". W rozgrywkach posezonowych pojawił się tym razem trzykrotnie.
Był znakomitym blokującym, jednym z najlepszych w NBA, co potwierdził zdobyciem trzech tytułów lidera bloków. Zaliczano go również do składów najlepszych obrońców ligi. W 2001 został nawet wybrany drogą głosowania do udziału w corocznym spotkaniu NBA All-Star Game. Miał się pojawić w składzie wyjściowym jako podstawowy środkowy, ale kontuzja uniemożliwiła mu udział w imprezie. Po wielu latach kariery ponownie pojawił się w składach swoich byłych drużyn Pistons czy 76ers. W lipcu 2009 podpisał umowę z aspirującym do walki o najwyższe trofeum zespołem San Antonio Spurs. Obecnie został zakontraktowany przez Los Angeles Lakers.

## Osiągnięcia
Na podstawie, o ile nie zaznaczono inaczej.

### NCAA
- Zaliczony do:
  - I składu:
    - Western Athletic (1994, 1995)
    - defensywnego All-WAC
- Lider NCAA w blokach (1993)[3]

### NBA
- 2-krotnie zaliczany II składu defensywnego NBA (1999, 2004)[4]
- Powołany do udziału w meczu gwiazd NBA (2001 – nie wystąpił z powodu kontuzji)[5]
- 3-krotny lider NBA w blokach (2001, 2003, 2004)[6]

### Reprezentacja
- Mistrz świata U–21 (1993)

## Statystyki
| Sezon     | Średnia punktów | Średnia zbiórek | Średnia bloków    |
| --------- | --------------- | --------------- | ----------------- |
| 1995/1996 | 4,5             | 4,0             | 1,55 (19 miejsce) |
| 1996/1997 | 5,8             | 3,4             | 1,46 (19)         |
| 1997/1998 | 9,9             | 6,7             | 3,15 (4)          |
| 1998/1999 | 11,2            | 8,1             | 2,98 (3)          |
| 1999/2000 | 11,9            | 7,6             | 3,0 (4)           |
| 2000/2001 | 12,4            | 8,3             | 3,74 (1)          |
| 2001/2002 | 8,7             | 5,3             | 2,67              |
| 2002/2003 | 8,7             | 7,5             | 3,23 (1)          |
| 2003/2004 | 7,9             | 7,2             | 3,61 (1)          |
| 2004/2005 | 4,8             | 5,3             | 2,51 (4)          |
| 2005/2006 | 4,9             | 5,1             | 1,6               |
| 2006/2007 | 2,5             | 3,5             | 1,5               |
| 2007/2008 | 4,3             | 3,4             | 1,42              |
| 2008/2009 | 1,9             | 2,8             | 1,02              |